# St.-Jakobus-Packhaus
Das St.-Jakobus-Packhaus ist in Bremen ein bekanntes Baudenkmal im kleinen Altstadtquartier Schnoor an den Straßen Wüstestätte 10 und Stavendamm 8.
1973 wurde das Haus unter Denkmalschutz gestellt.

## Geschichte

### Weser und Warenhandel
Das St.-Jakobus-Packhaus, ein viergeschossiges Giebelhaus mit Satteldach, steht in der Nähe der früheren Balge.
Die Balge, ein kleiner rechter Seitenarm der Weser, verlief direkt vor dem Schnoorviertel. Deshalb lebten im Arme-Leute-Viertel in den kleinen Schnoorhäusern früher Flussfischer und Schiffer aber auch einfache Handwerker. Im Mittelalter war die Balge noch ein größerer Wasserlauf der Stadt, die im Laufe der Jahrhunderte versandete, 1608 kanalisiert und 1838 ganz zugeschüttet wurde. Direkt vor einem früheren Packhaus am Stavendamm 8 befand sich im Mittelalter an der Balge eine kleine, rechteckige Hafeneinbuchtung, die gerade noch Platz für zwei Bremer Eken hatte, einen Kahn von 10 bis 12 Meter länge. Teile davon ist heute die unbebaute platzartige Fläche vor dem Gebäude am Stavendamm.
Durch Eken, später Weserkähne oder Leichter wurden die Waren angeliefert und an der Großen Balge und später direkt an der Weser im Bereich zwischen Hinter der Balge/Marterburg und der Schlachte entladen und zu den Schnoor-Packhäusern transportiert.

### Witwenhaus
1661 erwarb die Bremer Jacobi (Majoris)-Brüderschaft von 1656, zumeist sich Societät nennend, das Haus an der Wüstestätte 10 von Eler Rieselmann für 140 Taler ein bestehendes, mittelalterliches Gebäude, „genannt die Mönckebude und liegend auf der Tiver auf der wösten Stette“. Sie richteten dort für zwölf Witwen eine Wohnstätte ein, die später als St.-Jakobus-Witwenhaus bekannt wurde. 1802 war das Haus sehr zerfallen und fast leer; 1804 zogen die restlichen Witwen aus.

### Packhaus
Das Gebäude wurde von der Bruderschaft an die Firma Grote & Backhaus vermietet und als Packhaus umgebaut und genutzt. Von einer der ersten Renovierungsmaßnahmen 1806 zeugt die Inschrift an der Heiligennische. 1819 erfolgte der Verkauf an die Firma H. F. Kleyensteuber für 800 Bremer Taler. Bereits 1828 kaufte die benachbarte Firma Francke und Graeve vom Stavendamm 8 das Anwesen. Durch Umbauten entstand nun ein durchgehendes Lagergebäude von der Wüstenstätte bis zum Stavendamm. Anton Christian Graeven wurde 1842 alleiniger Besitzer dieser Liegenschaft und vom Packhaus Schnoor 31. 1862 erfolgte wieder ein Besitzerwechsel an Gustav Heinrich Rohte für 16.000 Taler. Dabei wurde dokumentiert, dass das Haus am Stavendamm 20,83 × 7,38 Meter groß war. Die noch vorhandenen Baureste vom alten Witwenhaus wurden nun „gänzlich umgerissen und Alles aus dem Fundamente neu gebaut“. Das Handelshaus Graeven nutzte bis 1880 die Packhäuser Stavendamm 8 und Wüstestätte 10 sowie Wüstestätte 31. Hier wurden diverse Waren wie Gewürze, Tabak, Spezereien (Gemischtwaren), Wein aber auch Santos-Kaffee, Kohle, Salz, Wolle, Sago, Salpeter oder Korn gelagert.
Der nun gesamte, viergeschossige, zumeist unbeheizte Speicher mit einem Kellergeschoss ist über 40 Meter lang. Ein mittlerer Eichenbalken auf einem Ständerwerk mit elf Ständern trägt die um die 60 Querbalken. Durch eine Brandwand, wurde das Gebäude in allen Geschossen in einen Raum mit vier Stützfeldern und dem längeren Raum mit acht Feldern unterteilt. Lasten wurde durch eine innere und eine äußere Handwinde hoch gezogen. 1900 wurde die innere Handwinde durch eine Motor-Seilwinde ersetzt. Ein dritter, untypischer Giebel befand sich an der Nordseite. Dort befand das Packhaus Schnoor 31, das später als Remise bezeichnet wurde. Auch von hier, nach Durchquerung der Remise, konnte das Packhaus durch eine weitere Seilwinde beladen werden. Nach dem Umbau von 1862 blieben das Packhaus in seiner gebauten Struktur von wesentlichen Veränderungen verschont.
Bis zum Zweiten Weltkrieg war das Gebäude vollkommen von anderen Häusern umgeben und nur von der Wüstenstätte einsehbar. 1944 wurde auch das Packhaus durch Bomben beschädigt und das Haus Stavendamm 8 zerstört, hier entstand eine dauerhaft freie Fläche. Am Jakobus-Packhaus mussten vor allem am Dach und die oberen, teils beschädigten, teils verrottete Holzkonstruktionen, saniert werden. Statt schwerer Betonpfannen erhielt das Dach nun Tonziegel. Aus Sicherheitsgründen erfolgte um 1999 der Einbau eines zweiten Treppenhauses als Fluchtweg. Auch die technischen Installationen erfuhren dabei einen Ausbau.
In der Nachkriegszeit nutzten diverse Firme die Flächen für ihre ersten Schritte. Die Firma Georg Schäfer (seit 1973 in Bremen-Findorff) wurde dann Eigentümer des gesamten Komplexes, lagerte hier asiatische Bambusrohre und Flechtmaterial für ihre u. a. Stuhlproduktion und vermietete Flächen an Händler im Importbereich. 1969 konnten erstmals Touristen das Packhaus besichtigen und Walter Siggers verkaufte 20 Jahre lang Antiquitäten in seinem Geschäft an der Wüstenstätte. Umbaupläne wurden nicht realisiert. 1971/73 kam die Liegenschaft an die Stadt Bremen und richtete hier 25 Jahre lang das Archivmagazin des Landesamtes für Denkmalpflege ein.

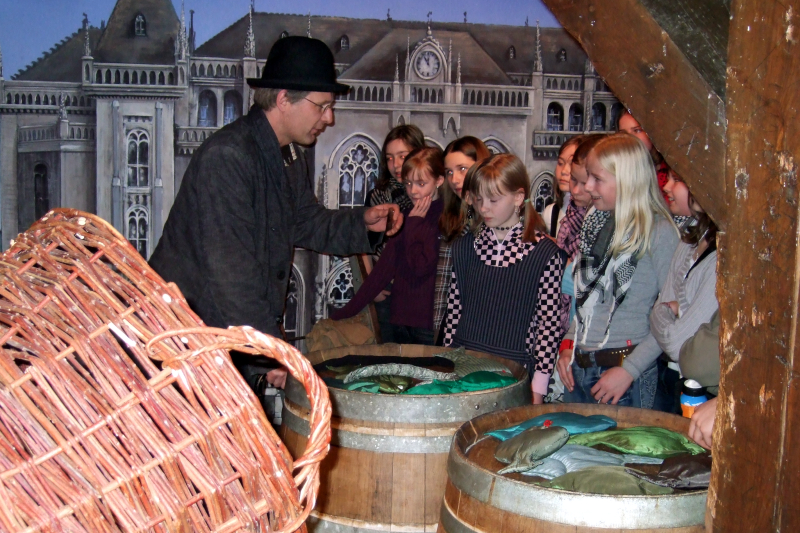
Heini Holtenbeen erzählt Geschichten im Geschichtenhaus

Von 1998 bis 2005 übernahm die inzwischen insolvente Stiftung St. Jacobus-Packhaus das Gebäude und die Ausstellung ZeitRaum fand u. a. Bleibe in den Räumen.
Im Packhaus wirkt seit 2006 das Bremer Geschichtenhaus, als ein „lebendiges Museum“ im Rahmen von Qualifizierungs- und Beschäftigungsmaßnahmen von arbeitslose Menschen. Das Projekt wird durch den Beschäftigungsträger bras e. V. betreut. Das 1959 gegründete Schnoor-Archiv befindet sich seit 2007 im Packhaus.

## Bremer Packhäuser
Ein typisches Bremer Packhaus, sprachlich sagen die Hamburger eher Speicher, war früher oft ein städtisches Gebäude zur Aufbewahrung von Gütern. Bekannt dafür waren in Bremen die beiden Kornhäuser, das 1531 aus dem Gebäude des Gertrudengasthauses, einer Pilgerherberge, entstandene Alte Kornhaus östlich neben der Martinikirche und das ab 1590 errichtete und im Zweiten Weltkrieg zerstörte Neue Kornhaus am westlichen Ende der Langenstraße. Aber auch einzelne Firmen bauten Packhäuser, oft kombiniert mit den Büros oder Wohnungen als Kontorhäuser oder Wohnspeicherhäuser. Typisch für reine Speicherhäuser, wie bei diesem Packhaus, waren die übereinander angeordneten Luken im Giebel und darüber der Kranbalken für den vertikalen Lastentransport von außen. In Lübeck, Hamburg oder Stralsund finden sich viele erhaltene Beispiele.
Bei Büro- und Wohnpackhäusern wurde die Ware durch große Portale transportiert und im Inneren durch Winden auf die oberen Geschosse verteilt. Ein Beispiel in Bremen ist das Kontorhaus Suding und Soeken.
Alle Speicher auf dem Teerhof oder in der Großenstraße in der Neustadt wurden 1943/44 zerbombt. In Bremen sind nur sehr wenige Packhäuser noch erhalten, wie das Packhaus Schnoor 2, das St.-Jacobus-Packhaus oder das Kitohaus, der Thiele-Speicher und der Lange-Speicher in Bremen-Vegesack. Direkt neben dem St.-Jakobus-Packhaus liegt ein Packhaus an der Wüstestätte 11/Hinter der Holzpforte 8, das 1801/1850 gebaut wurde und um 1970 nach Plänen von Gerhard Müller-Menckens zum Theater umgebaut wurde, wobei neue Anbauten hinzu kamen. Nach dem 1888 der Freihafen in Bremen (später Europahafen) seinen Betrieb aufnahm, verlagerten die Unternehmen ihre Lagerhäuser in die Hafengebiete.

## Name

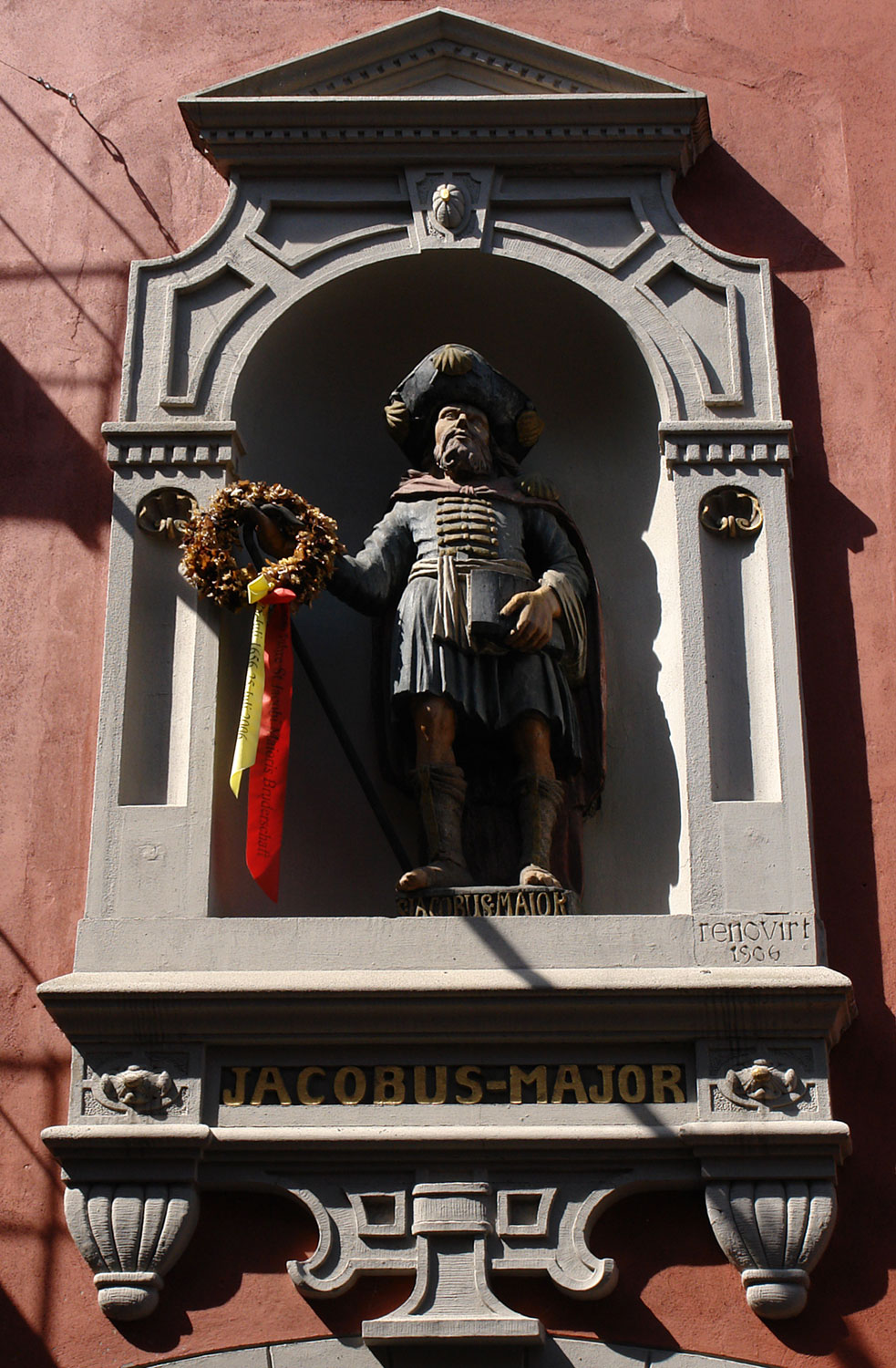
Jacobus Major

Am 25. Juli 1656, dem Gedenktag für den Apostel Jakobus dem Älteren wurde im Schütting von sieben Kaufleuten die Sankt Jacobi (Majoris- oder Maioris) Brüderschaft gegründet, um nach den Statuten von 1657 Arme durch Spenden zu Unterstützen. Ihr erster Schaffer war 1657 Evardt Hofschlaeger. Jährlich kam ein weiteres Mitglied hinzu bis um 1661 die Zahl Zwölf erreicht wurde. Diese Brüderschaft besteht bis heute noch. Sie schmückt „ihren“ Hl. Jakobus zum Namenstag jeweils mit dem auf dem Foto sichtbaren Kranz.
Das Packhaus wurde nach dieser Brüderschaft und der von der Brüderschaft gestifteten hölzernen Skulptur des Jacobus majors von um 1660 benannt. Jakobus, lateinisch Jacobus Maior, zählt zu den zwölf Aposteln Jesu Christi. Die Figur befindet sich über dem Eingang an der Wüstenstätte und befand sich am St.-Jacobi-Witwenhaus von 1661/62. In neuer Umrahmung mit Putzfaschen von 1906 blieb sie erhalten. Der Chronist Adam Storck berichtete 1822 von ihm: „Auf der Tiefer, nicht weit von der Holzpforte, stand vormals ein Gasthaus für Pilger, die nach Santiago de Compostela wallten. Doch jetzt, ob wohl dieses Gebäude nur von Wittwen bewohnt ist, sieht man über der Hausthüre den Jakobus Major mit Pilgerstab und Muschelhut, und der gemeine Mann nennt ihn Joks Major“. Einer der Jakobswege führte auch von Lettland kommend an Bremen vorbei.
Später wurde die Figur in Bremen auch als Jaaks-Major (Jux-Major) bezeichnet.
Die Figur im Schnoor steht unter Bremer Denkmalschutz.